# (51) Nemausa
(51) Nemausa est un astéroïde de la ceinture principale qui a été découvert par Joseph Jean Pierre Laurent, assistant du célèbre Benjamin Valz, dans l'observatoire de ce dernier, le 22 janvier 1858, à Nîmes.
Il est nommé d'après Nemausus nom latin d'une source de la cité antique de Nîmes qui a donné son nom à la ville.
Cet astre a donné à son tour son nom à La Planète Nemausa, ouvrage de Christian Giudicelli.